# Cefís de Beòcia

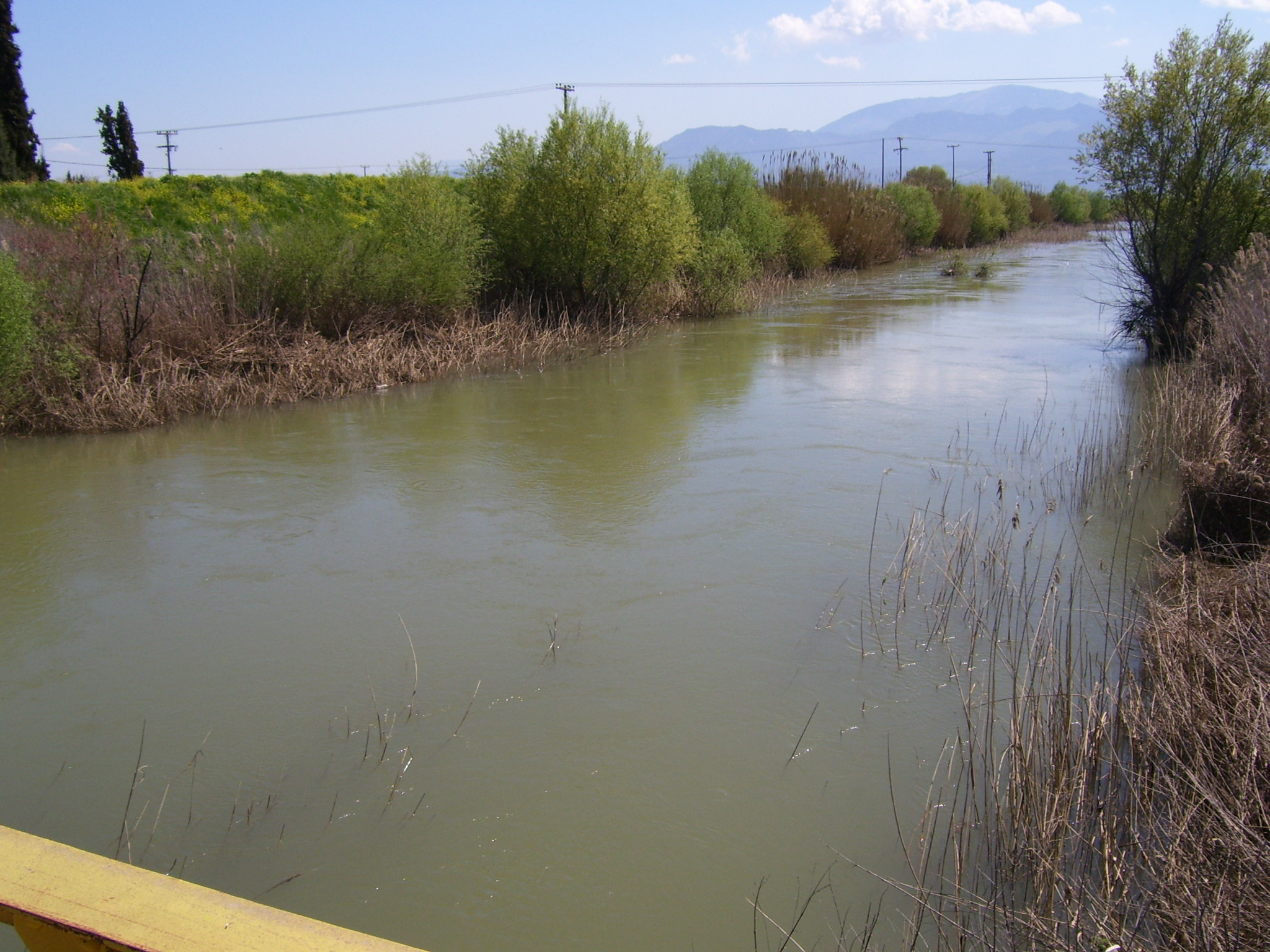
El riu Cefís

El riu Cefís (grec: Κηφισός, Kifissós; grec antic: Κήφισσος, Kēphissós, llatí: Cephisus) és un riu de la Grècia Central que rega les regions de la Fòcida i Beòcia.
En la mitologia grega, el seu nom estava associat al déu-riu Cefís. Neix a Lilea, a la Fòcida, al peu del mont Parnàs. Segueix cap a l'est travessant la plana de Beòcia i passant per les ciutats d'Amficlea, a la Ftiòtida, i Orcomen, i antigament desaiguava a la llacuna Copaida. Pausànies explica una tradició tebana que deia que el riu Cefís fluïa antigament per sota d'una muntanya i arribava fins al mar, i que Hèracles va taponar la sortida i el riu va anar a passar per la plana d'Orcomen. També diu que els habitants de Lilea tenien el costum de llençar al riu en uns dies determinats, pastissos i productes del camp a la font del riu i que aquests pastissos sortien a la font de Castàlia.
La vall del Cefís tenia una gran importància estratègica, perquè connectava el nord de Grècia a través dels passos del mont Eta i el mont Cal·lídrom, incloent les Termòpiles, amb la part sud del país i el golf de Corint.
El 13 de març del 1311 va ser escenari de la batalla del Cefís, guanyada pels almogàvers.
A l'edat mitjana fou anomenat Mavroneri o Mavropótamos (grec: μαυρονέρι, μαυροπόταμος, però posteriorment es recuperà el nom antic.